# Arne Næss Jr.
Arne Rudolf Ludvig Raab (8 de dezembro de 1937 - 13 de janeiro de 2004), mais conhecido como Arne Næss Jr., foi um empresário, montanhista e magnata norueguês, sendo o segundo marido de Diana Ross.

## Morte
Næss estava hospedado com seu amigo Johann Rupert em 13 de janeiro de 2004, quando morreu em um acidente de escalada enquanto descia de um pico na propriedade de Rupert nas montanhas de Groot Drakenstein, perto da cidade de Franschhoek ao lado da Cidade do Cabo, África do Sul. De acordo com relatórios da polícia, o equipamento de ancoragem de Næss se soltou da montanha porosa, causando uma queda de 103 m. Ele tinha 66 anos.
Em maio de 2004, Næss foi condecorado postumamente com o Prêmio Laureus do Esporte Mundial pela carreira.